# Маска (филм из 2007)
Маска је српски филм из 2007. године. Режирао га је Марко Новаковић, који је написао и сценарио по истоименој драми Милоша Црњанског.

## Радња
Након револуције 1848, када су мађари побеђени уз помоћ Срба и других аустријских савезника, сачуван је централистички систем Аустријског царства. Бројни истакнути Срби су годинама након револуције живели у Бечу. Али њихове заслуге су полако заборављане. Прича почиње у Бечу 1851. године на балу генералице Аде, пред Ускрс.
На балу код Генералице Аде окупио се сам крем бечке властеле тога времена, али и многи знаменити Срби који своје животе проводе у егзилу.
Генералица осећа да стари и приказано је њено трагикомично настојање да одржи младост. Њен рођак Ћезаре воли младу глумицу Мими која му не узвраћа љубав. У колоплету силних догађаја, интереса, прељуба... верно је описана слика једног времена кроз призму личне судбине главне јунакиње која галопира ка трагичном завршетку ове драме.

## Улоге
| Глумац                          | Улога                            |
| ------------------------------- | -------------------------------- |
| Владислава Владица Милосављевић | генералица Ада                   |
| Вања Ејдус                      | Мими                             |
| Сергеј Трифуновић               | Бранко Радичевић                 |
| Александар Ђурица               | Ђуро Даничић                     |
| Горан Јевтић                    | Жан                              |
| Бојан Лазаров                   | слуга                            |
| Наташа Марковић                 | баронеса                         |
| Драгиша Милојковић              | Ђорђе Стратимировић (војсковођа) |
| Немања Оливерић                 | Корнелије Станковић              |
| Миодраг Радовановић             | патријарх Јосиф Рајачић          |
| Љиљана Стјепановић              | Пелагија                         |
| Феђа Стојановић                 | генерал                          |
| Бранислав Томашевић             | Чезаре                           |
| Синиша Убовић                   | Нако                             |
| Танасије Узуновић               | барон Бах                        |
| Владимир Василић                | Бахов ађутант                    |
| Бранко Видаковић                | барон Шалер                      |

## Награде
Филм је награђен на међународном телевизијском фестивалу "Листапад" у Минску, 2008. године.